# Kim Hye-ja
Kim Hye-ja (김혜자), née le 25 octobre 1941 à Séoul en Corée du Sud, est une actrice sud-coréenne.

## Filmographie

### Cinéma
- 1982 : Man chu de Kim Soo-yong: Hye-Rim
- 1999 : Mayonnaise de Yun In-ho: La mère
- 2009 : Mother (마더) de Bong Joon-ho: La mère
- 2014 : How to Steak a Dog (개를 훔치는 완벽한 방법)
- 2017 : The Way (길) : Soon-Ae

### Télévision
- 1985: 500 Years of Joseon: The Wind Orchid : Reine Munjeong
- 1988 : Sand Castle : Jang Hyun-joo
- 2006 : Princess Hours (궁): Reine Douairière Park
- 2015 : Unkind Ladies (착하지 않은 여자들) : Kang Soon-ok - KBS 2TV
- 2021: Country Diaries 2021 :
- 2022: Our Blues ( 우리들의 블루스) : Kang Ok-dong - TVN

## Distinctions

### Récompenses
- Asia Pacific Screen Award 2009 : meilleure performance pour une actrice pour Mother[1]
- Asian Film Awards 2010 : meilleure actrice pour Mother
- 17e cérémonie des Chlotrudis Awards en 2011 : Chlotrudis Award de la meilleure actrice pour Mother[2]
- 36e cérémonie des Los Angeles Film Critics Association Awards : meilleure actrice pour Mother[3]

### Nominations
- Blue Dragon Award 2009 : meilleure actrice pour Mother
- OFCS Award 2011 : meilleure actrice pour Mother